# Hemihyalea oligocycla
Hemihyalea oligocycla là một loài bướm đêm thuộc phân họ Arctiinae, họ Erebidae.